# Desa Ciangsana
Desa Ciangsana är en administrativ by i Indonesien.   Den ligger i provinsen Jawa Barat, i den västra delen av landet, 20 km sydost om huvudstaden Jakarta.